# 科夫多爾區

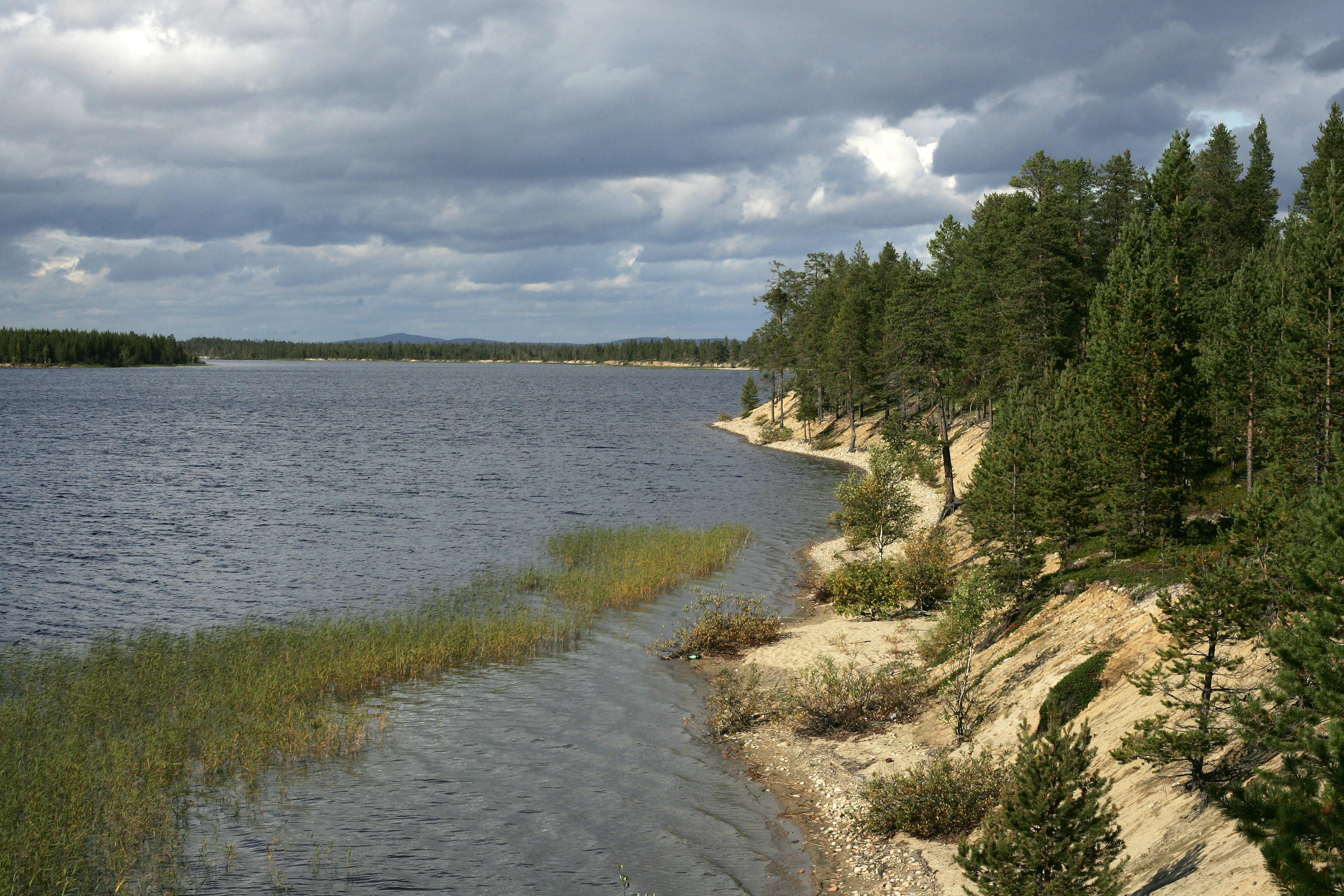

67°34′N 30°28′E / 67.567°N 30.467°E
科夫多爾區（俄语：Ковдорский район），是俄羅斯的一個區，位於該國西北部，由摩爾曼斯克州負責管轄，始建於1979年11月29日，面積4,066平方公里，2010年人口21,297，人口密度每平方公里5.24人。